# Јин Мао кула
Јин Мао кула (традиционално кинески: : 金茂大廈) је небодер у кинеском граду Шангају.

## Изградња
Изградња куле започела је 1994. године и трајала је до 1999. године, када је зграда пуштена у употребу. Конструисана је да може издржати удар тајфуна до 200 km/h и земљотрес јачине до 7 степени Рихтерове скале. Процењени трошкови радова износили су 530 милиона USD.

## Основне карактеристике
Јин Мао кула има 88 спратова, а укупна висина зграде износи 421 m (370 m до врха крова а 421 m до врха антене). Користи се за разне намене: канцеларијски простор, хотелски смештај (Shangai Grand Hyatt hotel, хотел са 5 звездица и 555 соба), видиковац (платформа која прима до 1000 људи, путовање лифтом до врха зграде траје 45 секунди), те разне продајне и угоститељске објекте, галерије, продавнице, ресторани, барови и слично. Укупне површине простора у згради износе 278.707 квадратних метара. За превоз путника уграђен је 61 лифт.